# Liste der deutschen Minister für Bildung und Forschung
Bildungs- und Forschungsminister sind Minister in der Reichsregierung, in der Bundesregierung (Deutschland) oder im Ministerrat der Deutschen Demokratischen Republik, denen die Gestaltung des Bildungswesens und der Forschung oblag oder obliegt.

## Reichsminister für Wissenschaft, Erziehung und Volksbildung des Dritten Reiches (1933–1945)
| Name                | Amtszeit (Beginn) | Amtszeit (Ende) | Partei |
| ------------------- | ----------------- | --------------- | ------ |
| Bernhard Rust       | 1. Mai 1934       | 30. April 1945  | NSDAP  |
| Gustav Adolf Scheel | 30. April 1945    | 3. Mai 1945     | NSDAP  |
| Wilhelm Stuckart    | 3. Mai 1945       | 23. Mai 1945    | NSDAP  |

## Minister für Bildung und Forschung der DDR (1949–1990)

### Minister für Volksbildung
| Name               | Amtszeit (Beginn) | Amtszeit (Ende)   | Partei |
| ------------------ | ----------------- | ----------------- | ------ |
| Paul Wandel        | 7. Oktober 1949   | 5. Juli 1952      | SED    |
| Elisabeth Zaisser  | 1. Oktober 1952   | 5. November 1953  | SED    |
| Hans-Joachim Laabs | 5. November 1953  | 18. November 1954 | SED    |
| Fritz Lange        | 19. November 1954 | 7. Dezember 1958  | SED    |
| Alfred Lemmnitz    | 8. Dezember 1958  | 13. November 1963 | SED    |
| Margot Honecker    | 14. November 1963 | 2. November 1989  | SED    |
| Günther Fuchs      | 2. November 1989  | 18. November 1989 | SED    |
| Hans-Heinz Emons   | 18. November 1989 | 12. April 1990    | SED    |
| Hans Joachim Meyer | 12. April 1990    | 2. Oktober 1990   | CDU    |

### Minister für Wissenschaft und Technik
| Name               | Amtszeit (Beginn) | Amtszeit (Ende)  | Partei |
| ------------------ | ----------------- | ---------------- | ------ |
| Günter Prey        | 14. Juli 1964     | 14. Februar 1974 | SED    |
| Herbert Weiz       | 14. Februar 1974  | 7. November 1989 | SED    |
| Peter-Klaus Budig  | 18. November 1989 | 12. April 1990   | LDPD   |
| Frank Terpe        | 12. April 1990    | 22. August 1990  | SPD    |
| Hans Joachim Meyer | 22. August 1990   | 2. Oktober 1990  | CDU    |

### Minister für Hoch- und Fachhochschulwesen
| Name                   | Amtszeit (Beginn) | Amtszeit (Ende)   | Partei |
| ---------------------- | ----------------- | ----------------- | ------ |
| Ernst-Joachim Gießmann | 14. Juli 1967     | 16. Dezember 1970 | SED    |
| Hans-Joachim Böhme     | 16. Dezember 1970 | 7. November 1989  | SED    |

## Minister für Bildung und Forschung der Bundesrepublik Deutschland (seit 1955)

### Bundesminister für Atomfragen (1955–1957)
| Name               | Amtszeit (Beginn) | Amtszeit (Ende)  | Partei |
| ------------------ | ----------------- | ---------------- | ------ |
| Franz Josef Strauß | 21. Oktober 1955  | 16. Oktober 1956 | CSU    |
| Siegfried Balke    | 16. Oktober 1956  | 29. Oktober 1957 | CSU    |

### Bundesminister für Atomkernenergie und Wasserwirtschaft (1957–1961)
| Name            | Amtszeit (Beginn) | Amtszeit (Ende)   | Partei |
| --------------- | ----------------- | ----------------- | ------ |
| Siegfried Balke | 29. Oktober 1957  | 14. November 1961 | CSU    |

### Bundesminister für Atomkernenergie (1961–1962)
| Name            | Amtszeit (Beginn) | Amtszeit (Ende)   | Partei |
| --------------- | ----------------- | ----------------- | ------ |
| Siegfried Balke | 14. November 1961 | 13. Dezember 1962 | CSU    |

### Bundesminister für wissenschaftliche Forschung (1962–1969)
| Name                | Amtszeit (Beginn) | Amtszeit (Ende)  | Partei |
| ------------------- | ----------------- | ---------------- | ------ |
| Hans Lenz           | 14. Dezember 1962 | 26. Oktober 1965 | FDP    |
| Gerhard Stoltenberg | 26. Oktober 1965  | 21. Oktober 1969 | CDU    |

Das Bundesministerium für Forschung mit dem Bundesministerium für Bildung und Wissenschaft (1969–1972, Kabinett Brandt I).

### Bundesminister für Forschung und Technologie und für das Post- und Fernmeldewesen (1972–1974)
| Name        | Amtszeit (Beginn) | Amtszeit (Ende) | Partei |
| ----------- | ----------------- | --------------- | ------ |
| Horst Ehmke | 15. Dezember 1972 | 16. Mai 1974    | SPD    |

### Bundesminister für Forschung und Technologie (1974–1994)
| Name              | Amtszeit (Beginn) | Amtszeit (Ende)   | Partei |
| ----------------- | ----------------- | ----------------- | ------ |
| Hans Matthöfer    | 16. Mai 1974      | 16. Februar 1978  | SPD    |
| Volker Hauff      | 16. Februar 1978  | 4. November 1980  | SPD    |
| Andreas von Bülow | 6. November 1980  | 1. Oktober 1982   | SPD    |
| Heinz Riesenhuber | 4. Oktober 1982   | 21. Januar 1993   | CDU    |
| Matthias Wissmann | 21. Januar 1993   | 13. Mai 1993      | CDU    |
| Paul Krüger       | 13. Mai 1993      | 17. November 1994 | CDU    |

### Bundesminister für Bildung und Wissenschaft (1969–1994)
| Name                | Amtszeit (Beginn) | Amtszeit (Ende)   | Partei    |
| ------------------- | ----------------- | ----------------- | --------- |
| Hans Leussink       | 22. Oktober 1969  | 15. März 1972     | parteilos |
| Klaus von Dohnanyi  | 15. März 1972     | 16. Mai 1974      | SPD       |
| Helmut Rohde        | 16. Mai 1974      | 16. Februar 1978  | SPD       |
| Jürgen Schmude      | 16. Februar 1978  | 28. Januar 1981   | SPD       |
| Björn Engholm       | 28. Januar 1981   | 1. Oktober 1982   | SPD       |
| Dorothee Wilms      | 4. Oktober 1982   | 12. März 1987     | CDU       |
| Jürgen W. Möllemann | 12. März 1987     | 18. Januar 1991   | FDP       |
| Rainer Ortleb       | 18. Januar 1991   | 3. Februar 1994   | FDP       |
| Karl-Hans Laermann  | 4. Februar 1994   | 17. November 1994 | FDP       |

### Bundesminister für Bildung, Wissenschaft, Forschung und Technologie (1994–1998)
| Name            | Amtszeit (Beginn) | Amtszeit (Ende)  | Partei |
| --------------- | ----------------- | ---------------- | ------ |
| Jürgen Rüttgers | 17. November 1994 | 26. Oktober 1998 | CDU    |

### Bundesminister für Bildung und Forschung (1998–2025)
| Name                    | Amtszeit (Beginn) | Amtszeit (Ende)   | Partei |
| ----------------------- | ----------------- | ----------------- | ------ |
| Edelgard Bulmahn        | 26. Oktober 1998  | 22. November 2005 | SPD    |
| Annette Schavan         | 22. November 2005 | 14. Februar 2013  | CDU    |
| Johanna Wanka           | 14. Februar 2013  | 14. März 2018     | CDU    |
| Anja Karliczek          | 14. März 2018     | 8. Dezember 2021  | CDU    |
| Bettina Stark-Watzinger | 8. Dezember 2021  | 7. November 2024  | FDP    |
| Cem Özdemir             | 7. November 2024  | 6. Mai 2025       | Grüne  |

### Bundesministerium für Forschung, Technologie und Raumfahrt (seit 2025)
| Name         | Amtszeit (Beginn) | Amtszeit (Ende) | Partei |
| ------------ | ----------------- | --------------- | ------ |
| Dorothee Bär | 6. Mai 2025       | amtierend       | CSU    |

### Bundesministerium für Bildung, Familie, Senioren, Frauen und Jugend (seit 2025)
| Name        | Amtszeit (Beginn) | Amtszeit (Ende) | Partei |
| ----------- | ----------------- | --------------- | ------ |
| Karin Prien | 6. Mai 2025       | amtierend       | CDU    |